# Binary Synchronous Communication
Binary Synchronous Communication (BSC) ist ein Begriff aus der Informatik und bezeichnet ein bestimmtes Netzwerkprotokoll.
Das Binary Synchronous Communication, oder kurz BSC, ist ein synchrones, zeichenorientiertes Verbindungsprotokoll von IBM, das seine Dienste auf der Sicherungsschicht abwickelt. Das Verfahren wird auch BISYNC genannt und benutzt eine definierte Folge von Steuerzeichen für die Synchron-Übertragung von binär codierten Daten zwischen Stationen eines Kommunikationssystems.
Die Daten werden blockweise (zeichen- oder byteweise) zusammengefasst, mit Steuerzeichen und Prüfzeichen versehen und im Halbduplex-Betrieb übertragen. Der Betrieb erfolgt durch die Aufforderung einer Leitstation an eine Unterstation, Daten zu senden. Die empfangenen Daten werden auf Übertragungsfehler hin überprüft und quittiert oder von der Leitstation neu angefordert. BSC eignet sich für Punkt-zu-Punkt- und für Punkt-zu-Mehrpunkt-Verbindungen.
Das BSC-Protokoll wurde in den 1960er Jahren entwickelt und war in den 1960er- und 1970er-Jahren die meistverwendete Kommunikationsform bei großen IBM-Computern. Es ist immer noch wichtig, wurde aber schon zunehmend durch leistungsfähigere, bitorientierte Protokolle wie HDLC (High-Level Data Link Control) und SDLC (Synchronous Data Link Control) abgelöst.